# Melchior Vischer
Melchior Vischer, eigentl. Emil Walter Kurt Fischer, (* 7. Januar 1895 in Teplitz-Schönau; † 21. April 1975 in Berlin) war ein deutscher Schriftsteller und Regisseur böhmischer Herkunft.

## Leben
Fischer wurde 1895 in Teplitz als Sohn des Magister pharm. Maximilian Alexander Fischer und dessen Ehefrau Emilie Griessel geboren. Nach dem Abitur wurde Vischer zum Militär eingezogen. Im Ersten Weltkrieg avancierte er bald zum Fähnrich und wurde später zum Lieutenant der k. u. k. Armee befördert. In Galizien wurde er schwer verwundet (Schuss in den Hals) und das Kriegsende erlebte er in einem Krankenhaus in der Nähe von Prag.
Nach seiner Gesundung studierte Vischer Germanistik, Kunstgeschichte, Philosophie und Mathematik in Prag. Gleichzeitig arbeitete er bei der regierungsnahen Zeitung Prager Presse.
Bei seiner Arbeit als Journalist lernte er in Prag die Schauspielerin Eva Segaljewitsch kennen, die er später heiratete. 1920 debütierte er mit Sekunde durch Hirn (ein unheimlich schnell rotierender Kurzroman). Mit dieser Veröffentlichung wurde Vischer zu einem der wichtigsten Vertreter des Dadaismus in Prag.
In diesen Jahren war er u. a. mit Franz Kafka und Ernst Weiß befreundet. Durch sie kam er auch mit Alfred Döblin und Robert Musil in Kontakt. Mit Tristan Tzara bestand ein reger brieflicher Kontakt. Über ihn lernte Vischer Francis Picabia kennen, der einige Gedichte von Vischer veröffentlichen wollte. Zusammen mit Tzara plante Picabia eine dadaistische Anthologie (Arbeitstitel Dadaglobe), zu der es aber nie kam.
1923 wurde er mit der ehrenvollen Erwähnung bei der Verleihung des Kleist-Preises durch Alfred Döblin ausgezeichnet. Im selben Jahr noch ging er mit seiner Ehefrau nach Deutschland. Hier arbeitete er als Dramaturg und Regisseur an verschiedenen Theatern in Würzburg, Bamberg, Baden-Baden und Frankfurt/Main. Vischer konnte sich als Theaterregisseur aber nicht durchsetzen und erzielte auch keine größeren Erfolge.
1927 ließ sich Vischer mit seiner Ehefrau als freier Schriftsteller in Berlin nieder. Er lebte sehr zurückgezogen, und es kam zu keinerlei Kontakten zu Kollegen, wie z. B. Herwarth Walden und seinem Kreis. Auch an Berlins Theatern konnte Vischer nicht mehr Fuß fassen. Aus finanziellen Gründen begann Vischer (z. T. mit seiner Ehefrau) als Auftragsarbeiten triviale Fortsetzungsromane zu schreiben. Seine Biographie des dänisch-russischen Heeresreformers Burkhard Christoph von Münnich übersandte er dem Schriftstellerkollegen Oskar Gluth am 27. Mai 1938 mit der Bemerkung: "(J)e weiter man sich von unserem Jubeljahrhundert entfernt, desto wohler ist einem (...). Mit dieser Arbeit bin ich zu meinem eigentlichen Bereich (...) – wenn nicht die schöne öster(r).-ung. Monarchie sich aufgelöst hätte, säße ich ja irgendwo (...) als Mittelschulprofessor für Geschichte – zurückgekehrt (...)".
Einige biographische Darstellungen von Vischers Leben verweisen darauf, dass Vischer 1940 und 1942 zwei Jugendbücher unter seinem Geburtsnamen Emil Fischer veröffentlichte, da er als Melchior Vischer Schreibverbot hatte und seine Biographie über Jan Hus von den Nationalsozialisten verboten wurden. Die Hus-Biographie wird dabei als Gegenposition zur nationalsozialistischen Ideologie aufgefasst.
Dieser Bewertung von Vischers Rolle während der NS-Zeit wird jedoch auch widersprochen: Bereits 1983 verweist Geerken auf die durchaus unklare Position Vischers im Dritten Reich. Unter Berücksichtigung neu entdeckter Dokumente und Texte revidiert Jäger (1997, 1999) die Rolle Vischers zur Zeit des Nationalsozialismus grundlegend. Er verweist auf Vischers Mitgliedschaft bei der NSDAP (Nr. 2948559), Briefe mit (u. a.) der Aussage Vischers, dass dieser der nationalsozialistischen Ideologie seit 1928 nahestehe, sowie einen 1932 unter dem Pseudonym Heinrich Riedel veröffentlichten Text (Die Sudetendeutsche Tragödie), den Jäger als „Volksverhetzung“ bewertet. Auch die Behauptung, dass Vischers Jan Hus Biographie vom NS-Regime verboten wurde, wird in Zweifel gezogen, da sich einerseits keine konkrete Hinweise für ein Verbot fänden, andererseits die Ausgabe von 1940 in mehreren deutschen und österreichischen Bibliotheken zu finden ist, wobei etwa Exemplare in der Universitätsbibliothek Wien mit mehreren Stempeln des deutschen Reichsadlers mit Hakenkreuz im Eichenlaub und Signaturen von 1940 ausgestattet sind. Nach der Darstellung von Christian Jäger können die von Vischer verfassten Biographien (Münnich, Jan Hus) als mit der nationalsozialistischen Ideologie vereinbar interpretiert werden.
1944 starb seine Ehefrau an Krebs. Spätestens seitdem pflegte Vischer praktisch keinerlei Kontakte mehr zu seiner Umwelt.
Nach Kriegsende verdiente Vischer seinen Lebensunterhalt als Lohnschreiber für einige Berliner Zeitungen und Zeitschriften. 1951 ging er nach Ost-Berlin, da man ihm eine Neuausgabe seiner Werke, speziell seiner Hus-Biographie, in Aussicht stellte. Da Vischer seine Wünsche nicht erfüllt sah, kehrte er verbittert nach West-Berlin zurück.
Dort heiratete er ein zweites Mal, doch bedingt durch seine desolate finanzielle Lage wurde diese Ehe bald wieder geschieden. Im Alter von 80 Jahren starb Melchior Vischer am 21. April 1975 in Berlin.
Vischers Frühwerk war geprägt vom Dadaismus und hatte doch eine eigene Prägung. Im späten Expressionismus fand Vischer dann seine künstlerische Heimat, auch wenn er mit Herwarth Walden und seinem Kreis und dessen Sturm nicht viel gemein hatte.

## Werke
- Der Titan (1919)
- Sekunde durch Hirn (1920)[5]
- Der Teemeister (1920) (1976, hrsg. von Hartmut Geerken)
- Strolch und Kaiserin (1921)
- Der Hase (1922)
- Chaplin (1924)
- Elisabeth geht zum Tonfilm (1932) (zusammen mit seiner Frau Eva)
- Münnich (1938)
- Jan Hus (1940)
- Peke-Wotaw. Ein deutscher Junge unter Indianern (1940) (als Emil Fischer, Illustr. Karl Staudinger)
- Mak Woh. Der weisse Indianerhäuptling (1942) (als Emil Fischer)

Briefe
- Unveröffentlichte Briefe und Gedichte. Mit einem Nachwort von Raoul Schrott. Hrsg. Franz Josef Weber, Karl Riha. Siegen: Universität-Gesamthochschule Siegen 1988. (Vergessene Autoren der Moderne. 32.)